# Macrocera griveaudi
Macrocera griveaudi är en tvåvingeart som beskrevs av Loïc Matile 1972. Macrocera griveaudi ingår i släktet Macrocera och familjen platthornsmyggor.
Artens utbredningsområde är Madagaskar. Inga underarter finns listade i Catalogue of Life.